# Африканский пилохвост
Африканский пилохвост (лат. Galeus polli)) — малоизученный вид рода пилохвостов, семейства кошачьих акул (Scyliorhinidae). Обитает у восточного побережья Африки. Рацион состоит из костистых рыб, кальмаров и ракообразных. Единственный вид в своём роду, который размножается бесплацентарным живорождением. Максимальный размер 46 см.

## Таксономия
В 1953 году бельгийский ихтиолог Макс Полл опубликовал доклад об акулах и химерах, пойманных в 1948—1949 годах в ходе океанографической экспедиции в Западной Африке, в том числе он описал испанских акул-пилохвостов (Galeus melastomus) как яйцеживородящих. Поскольку было известно, что этот вид размножается, откладывая яйца, доклад Полла натолкнул французского зоолога Жана Кадена́ на мысль о наличии в регионе различных видов кошачьих акул. Изучив несколько образцов из Сенегала, Кадена описал новый вид в 1959 в выпуске научного журнала «Bulletin de l’Institut Francais d’Afrique Noire (Sér A) Sciences Naturelles», назвав его в честь автора доклада.

## Ареал и среда обитания
Африканский пилохвост обитает у большей части западного побережья Африки, от Марокко до юга СевероКапской провинции Южной Африки. Этот вид в изобилии водится в прибрежных водах Намибии, но сравнительно редок к югу от реки Оранжевой. Африканский пилохвост обитает на внешнем континентальном шельфе и верхней части материкового склона на глубинах 160—720 м, но наиболее распространён на глубине 258—490 м. Эти акулы держатся у самого дна и терпимо относятся к пониженному содержанию растворенного кислорода в воде.

## Описание
Максимальная длина 46 см, самки в целом крупнее самцов. У африканского пилохвоста тонкое, твёрдое тело, слегка приплюснутая голова и немного вытянутая, заострённая морда. Овальные глаза вытянуты по горизонтали, они оснащены рудиментарным третьим веком, позади глаз имеются крошечные дыхальца. Выступы под глазами практически неразличимы. Ноздри разделены треугольными кожными складками. Рот широкий и изогнутый в виде арки, по углам расположены довольно длинные борозды. Пять пар коротких жаберных щелей.
Основание первого спинного плавника находится над второй половиной основания брюшных плавников. Оба спинных плавника имеют почти одинаковые форму и размер, концы тупые. Основание второго спинного плавника находится над серединой основания анального плавника. Грудные плавники большие и широкие, с закруглёнными концами. Брюшные плавники короткие и низкие с острыми концами. Длина основания анального плавника составляет 14-17 % от общей длины тела, что намного превосходит расстояние между спинными плавниками. Брюшные плавники расположены близко к анальному плавнику. Хвостовой стебель сжат с боков. Хвостовой плавник низкий, с маленькой нижней лопастью и вентральной выемкой возле кончика верхней лопасти. Тело покрыто мелкими, перекрывающими друг друга плакоидными чешуйками, каждая из которых имеет форму листовидной короны с горизонтальным хребтом и тремя маргинальными зубчикам. На передней части дорсального края хвостового плавника имеется характерный пилообразный гребень, сформированный крупными чешуйками. Окрас темноватый, брюхо светлое. Спину и хвост покрывают бледные пятна седловидной формы тёмно-серого или коричневого цвета с белыми границами. С возрастом пятна становятся менее различимы. Внутренняя поверхность рта тёмная.

## Биология и экология
Рацион африканского пилохвоста составляют костистые рыбы, такие как светящийся анчоус, мерлуза, макрурус, морской окунь и фотихтиевые, а также ракообразные и головоногие. В свою очередь на африканского пилохвоста охотится плащеносная акула (Chlamydoselachus africana). Максимальная длина африканских пилохвостов составляет 46 см. В отличие от прочих видов рода пилохвостов, этот вид размножается безплацентарным живорождением. Самки вынашивают икру и эмбрионы внутри своего тела до рождения акулят. Размножение происходит круглый год. У взрослых самок имеется две функциональные матки, в помёте бывает до 12 новорожденных. Размер помёта напрямую связан с размером самки. Первоначально развивающиеся эмбрионы питаются внешним желточным мешком. Они вылупляются из яйца, имея длину 2,4—2,8 см. Когда эмбрионы достигают длины 5 см, у них начинает появляться пигментация. При длине 6 см у них формируются внешние жабры, которые пропадают, когда размер эмбрионов достигает 10 см. Перед появлением на свет зародыши весят в 2 раза больше, чем яйца, что даёт основание предположить наличие какой-то вторичной формы питания со стороны матери во время беременности. Длина новорожденных составляет 10—18 см. Половая зрелость у самцов и самок наступает при длине 30—46 и 30—43 соответственно.

## Взаимодействие с человеком
В неглубоком ареале африканских пилохвостов ведётся интенсивный рыбный промысел, и эти акулы регулярно в качестве прилова попадают в сети. Мясо используют в пищу, либо для производства рыбной муки. Международный союз охраны природы присвоил этому виду охранный статус «Уязвимые виды».